# Dongnim-dong
Dongnim-dong (koreanska: 동림동) är en stadsdel i stadsdistriktet Buk-gu i staden Gwangju i den sydvästra delen av Sydkorea,  270 km söder om huvudstaden Seoul.